# Калашніков Віктор Михайлович
Віктор Михайлович (нар.7 травня 1947 Сімферополь) радянський історик, доктор історичних наук, професор, грунтовний дослідник історії доколумбових народів Півнчної Америки

## Біографія
Народився в місті Сімферополь, Крим В 1969 році закінчив Одеський університет історичний факультет, після чого вчетелював, згодом вступив до аспірантури Дніпропетровського університету.
В 1977 захистив кандидатську дисертацію на тему:  Борьба индейских племен Северной Америки против американских колонизаторов, 1776—1814 науковий керівник Завялов Анатолій Сергійович
В 1988 році захистив докторську дисертацію на тему: Освободительная борьба индейских племен Северной Америки против европейской колониальной экспансии в XVII—XVIII веках науковий консультант Завялов А.С
З 1977 року працював на кафедрі всесвітньої історії, після виходу на наукову пенсію професора Завялова міг очолити кафедру проте тоді її віддали Сергію Плохію
Після цього він пішов з кафедри та очолив кафедру міжнародних відносин, з 2010 року на пенсії

## примітки
]]
1. ↑  Слісаренко, О. М. Калашников Віктор Михайлович. Енциклопедія Сучасної України (укр.). Процитовано 11 серпня 2024.